# 包圍曝光
在摄影中，包圍曝光是指人們使用不同的相机对同一拍攝對象进行多次拍摄的技术。包圍曝光通常是拍攝出的单张照片難以令人满意的情况下使用。考虑到多次拍摄所需的时间，拍攝對象通常（但并不总是）是静止的物體。